# Michele Cavataio
Michele Cavataio, conosciuto anche come Cavatajo, soprannominato Il cobra come la sua arma preferita Colt Cobra (Palermo, 18 marzo 1929 – Palermo, 10 dicembre 1969), è stato un mafioso italiano, legato a Cosa Nostra.

## Biografia
Durante l'adolescenza, Michele Cavataio iniziò una serie di attività illegali nel mercato nero, come il furto di generi alimentari e benzina, diffuse durante il ventennio fascista; venne per questo affiliato nella cosca dell'Acquasanta. Nel 1946 Cavataio venne assolto per insufficienza di prove per l'omicidio del costruttore Vincenzo Mercurio; nel 1949 venne condannato a due anni e sei mesi di carcere per furto aggravato; nel 1954 venne nuovamente arrestato per rapina pluriaggravata e assolto per insufficienza di prove.
Nel 1955 Cavataio venne sospettato di essere l'esecutore degli omicidi del suo capo Gaetano Galatolo e nel 1956 del suo sostituto Nicola D'Alessandro, assassinato a colpi di lupara, ma venne assolto per insufficienza di prove; Galatolo e D'Alessandro erano stati uccisi per ordine della cosca dei Greco di Ciaculli-Croceverde, entrati in contrasto con i due boss in seguito allo spostamento dei mercati generali di Palermo dal quartiere della Zisa all'Acquasanta. In seguito a questi due delitti, Cavataio prese il comando della cosca dell'Acquasanta; fu però denunziato e arrestato per associazione a delinquere, furto pluriaggravato, detenzione e porto abusivo di armi e munizioni, venne inviato al soggiorno obbligato ad Anzi, in provincia di Potenza, da dove tentò di fuggire, venendo tuttavia riacciuffato.
Cavataio si rese inoltre responsabile dell'uccisione di Calcedonio Di Pisa, capo della famiglia della Noce, sapendo che l'assassinio sarebbe stato attribuito al boss Angelo La Barbera e che il risultato sarebbe stato un conflitto tra questi e Salvatore "Cicchiteddu" Greco, capo della cosca di Ciaculli. Tale conflitto è passato alla storia come «prima guerra di mafia»; Cavataio profittò della situazione di conflitto per sbarazzarsi dei suoi avversari e per queste ragioni si associò ai boss Pietro Torretta ed Antonino Matranga: gli omicidi compiuti da Cavataio e dai suoi associati culminarono nella strage di Ciaculli, in cui morirono sette uomini delle forze dell'ordine.

Il cadavere di Michele Cavataio nell'ufficio di viale Lazio (10 dicembre 1969)

In seguito alla strage di Ciaculli, Cavataio si diede alla latitanza, ma venne subito arrestato nel suo nascondiglio, nel quale teneva anche una Colt Cobra, la sua arma preferita. Nel dicembre 1968 Cavataio venne condannato a quattro anni di carcere per associazione a delinquere nel processo svoltosi a Catanzaro contro i protagonisti della prima guerra di mafia ma, siccome aveva aspettato il processo in stato di detenzione, venne rilasciato immediatamente per aver già scontato la pena.
Dopo il processo, Cavataio tentò di partecipare alla ricostruzione della "Commissione", ma gli altri boss iniziarono ad avere sentore che fosse lui il principale responsabile della prima guerra di mafia; si decise quindi di eliminarlo, formando un commando di sicari scelti tra varie cosche: Totò Riina, Bernardo Provenzano e Calogero Bagarella della cosca di Corleone, Emanuele D'Agostino e Gaetano Grado della famiglia di Santa Maria di Gesù e Damiano Caruso della cosca di Riesi. Il 10 dicembre 1969 gli uomini del commando, travestiti da militari della Guardia di Finanza, giunsero nell'ufficio di un'impresa edile in viale Lazio, dove si trovava Cavataio insieme ai suoi uomini; armati di pistole, lupara e Beretta MAB 38, i killer aprirono il fuoco, uccidendo tre dei presenti e ferendone altri due, mentre Cavataio tentò di reagire al fuoco con la sua Colt Cobra, riuscendo a uccidere Calogero Bagarella, fratello di Leoluca. 
Nel conflitto a fuoco Cavataio rimase a terra ferito e Bernardo Provenzano gli spaccò il cranio con il calcio della sua Beretta MAB 38, finendolo a colpi di pistola. Il massacro di Cavataio e dei suoi uomini è passato alla storia come «strage di viale Lazio».